# Sopubia madagascariensis
Sopubia madagascariensis là loài thực vật có hoa thuộc họ Cỏ chổi. Loài này được (Benth.) Baker miêu tả khoa học đầu tiên năm 1881.